# Blankenberge
Blankenberge er en by og en kommune i Vestflandern i Belgien. Kommunen består ud over byen af samme navn også af landsbyen Uitkerke. Blankenberge havde pr. 1. januar 2014 19.879 indbyggere fordelt på et areal på 17,41 km², hvilket giver en befolkningstæthed på 1140 pr. km².
Blankenberge ligger ved kysten og er i lighed med de fleste andre kystbyer i Flandern en badeby af stor national og til en vis grad også international betydning. Der er en fin sandstrand samt ret usædvanligt for landet en 350 m lang mole, der blev opført i 1933.